# 掌状花耳
掌状花耳（学名：Dacrymyces palmatus）是属于花耳目花耳科花耳属的一种真菌，生长在阔叶树或针叶树朽木上。该种分布于中国、日本、毛里求斯、加拿大、芬兰、俄罗斯、阿根廷、法国、波兰、挪威、南非、美国、捷克斯洛伐克、瑞士、瑞典、意大利、德国、墨西哥、澳大利亚等地。

## 变种
掌状花耳小型变种（学名：Dacrymyces palmatus var. minor）是属于花耳目花耳科花耳属的一种真菌，生长在混交林内的阔叶树朽木上。该种分布于中国。